# جیمر فردت
جیمر فردت (انگلیسی: Jimmer Fredette؛ زادهٔ ۲۵ فوریهٔ ۱۹۸۹) بازیکن بسکتبال اهل ایالات متحده آمریکا است.
از باشگاه‌هایی که در آن بازی کرده‌است می‌توان به باشگاه بسکتبال پاناتینایکوس، نیو اورلینز پلیکانز، نیویورک نیکس، ساکرامنتو کینگز، و شیکاگو بولز اشاره کرد.